# Mierzęcin (gmina Polska Cerekiew)
Mierzęcin (dodatkowa nazwa w j. niem. Mierzenzin) – wieś w Polsce położona w województwie opolskim, w powiecie kędzierzyńsko-kozielskim, w gminie Polska Cerekiew.
W latach 1975–1998 miejscowość należała administracyjnie do województwa opolskiego.

## Historia
Wioska Mierzenzin została założona w latach 1738–1845, jako kolonia robotniczo-chłopska, obecnie jest już tylko małą wsią.